# Újezd (Vrskmaň)
Újezd (německy Ojes) je zaniklá vesnice v okrese Chomutov asi dva kilometry severovýchodně od středu Jirkova. Stála v katastrálním území Kyjice v nadmořské výšce 273 metrů. Zanikla v roce 1980 při stavbě vodní nádrže Újezd.

## Název
Název vesnice je staročeským označením pro území, po jehož obvodu projela skupina šlechticů a vytyčila tak jeho hranice. V historických pramenech se jméno vesnice vyskytuje ve tvarech Vgezd (1281), in Ujezdci (1445), in villa Oyesz (1454) nebo Ogezd (1555).

## Historie
První písemná zmínka o vesnici pochází z roku 1281 a nachází se v přídomku prvního známého majitele, který se jmenoval Pogral. Z roku 1383 pochází zmínka o tvrzi, na které sídlili děti jakéhosi Šráma. Tvrz v té době tvořila součást manského systému hradu Nový Žeberk. Stávala na ostrůvku v rybníce v jihovýchodní části vesnice a patřila pravděpodobně k sídlům typu motte.
V patnáctém století patřila vesnice k novosedelskému panství. Jedním z majitelů byl Jan z Měrunic, který Nové Sedlo roku 1444 prodal a ponechal si pouze Újezd se zpustlou tvrzí. Vesnici po něm zdědila jeho manželka Škonka z Hostivice a roku 1446 ji prodala Hynku Berkovi z Dubé. Po něm se v držení statku vystřídalo několik vladyckých rodin a roku 1470 je koupil Bedřich Hora z Ocelovic, kterému patřilo Nové Sedlo. V šestnáctém století byl Újezd součástí červenohrádeckého panství. Jeho majitelem byl mimo jiné Kryštof z Karlovic, který roku 1571 prodal Bohuslavovi staršímu z Michalovic statek Ervěnice. Dne 16. listopadu 1579 uzavřel Rudolf z Karlovic smlouvu s Kateřinou Rubininovou, vdovou po Bohuslavovi z Michalovic, kterou jí prodal vesnice Kundratice a Újezd se mlýnem.
Třicetiletou válku vesnice přečkala bez větších škod nebo byly brzy napraveny, ale jedna selská usedlost a dvě chalupy byly pusté. Podle berní ruly z roku 1654 v Újezdě žili čtyři sedláci, šest chalupníků a jedna rodina bez pozemků. Dohromady vlastnili šest potahů, šestnáct krav, čtrnáct jalovic, dvanáct ovcí, osmnáct prasat a dvě kozy.
Podle díla Johanna Gottfrieda Sommera z roku 1846 v Újezdě žilo 174 obyvatel ve třiceti domech. U vsi bývaly dva mlýny, z nichž tzv. Wiesenmühle (Luční mlýn) stával za vesnicí směrem k Jirkovu. Počet obyvatel se ve druhé polovině devatenáctého století příliš neměnil. Lidé se živili zemědělstvím, provozováním řemesel nebo prací v továrnách. Přímo ve vsi fungoval hostinec, parní mlýn s pilou a od roku 1868 továrna na výrobu vaty, ve které se zpracovávala cupanina dodávaná jako odpad z jirkovské textilní továrny. V okolí vesnice se nacházelo 45 hektarů důlních měr, na kterých býval hnědouhelný důl Franz Josef uzavřený před rokem 1905.
Újezd se nikdy nestal samostatnou obcí. Po zrušení poddanství se stal osadou Kyjic a podle údajů ze sčítání lidu byl nejpozději od roku 1869 osadou Jirkova. Ke Kyjicím byl znovu připojen až v roce 1950, ale o deset let později se obě vesnice staly částí obce Vrskmaň. Vesnice úředně zanikla 1. dubna 1980, protože musela ustoupit výstavbě vodní nádrže Újezd.

## Obyvatelstvo
|                                                                               | 1869 | 1880 | 1890 | 1900 | 1910 | 1921 | 1930 | 1950 | 1961 | 1970 |
| ----------------------------------------------------------------------------- | ---- | ---- | ---- | ---- | ---- | ---- | ---- | ---- | ---- | ---- |
| Obyvatelé                                                                     | 173  | 168  | 160  | 155  | 152  | 119  | 136  | 97   | 90   | 73   |
| Domy                                                                          | 30   | 31   | 31   | 35   | 34   | 33   | 32   | 26   | .    | 21   |
| Počet domů z roku 1961 je zahrnut v celkovém počtu domů místní části Vrskmaň. |      |      |      |      |      |      |      |      |      |      |

## Pamětihodnosti
Ve vsi stávala novorománská kaple zasvěcená Panně Marii.